# Gardenia urvillei
 (mars 2025).
Espèce
Gardenia urvillei, aussi désigné sous le nom de Tiaré des forêts sèches, est un arbuste appartient au même genre Gardenia que le tiaré tahiti (Gardenia tahitensis). Cette plante endémique ne se trouve qu'en Nouvelle-Calédonie.

## Description

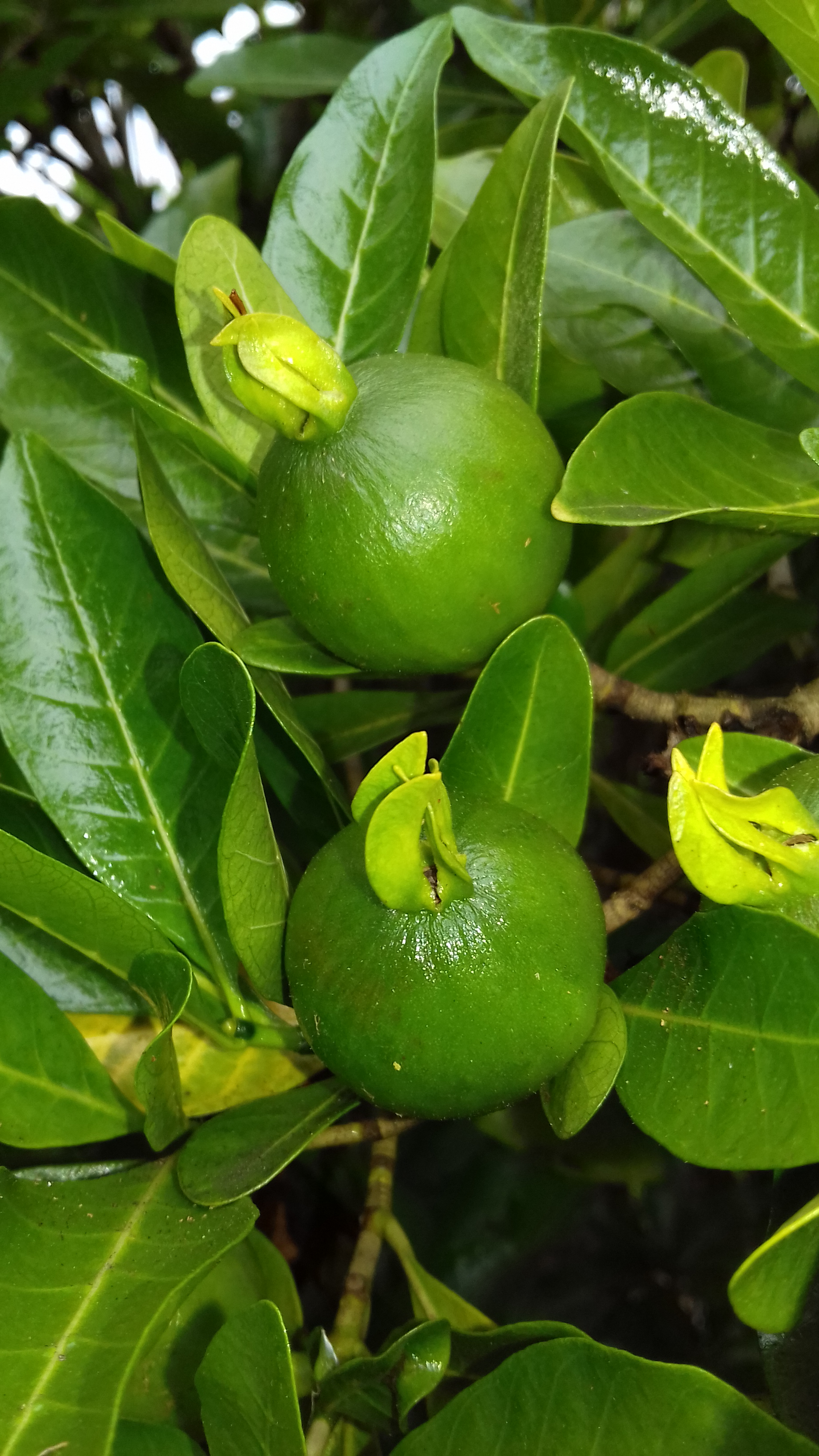
Fruits

### Aspect général
Cette espèce possède un branchage touffu et une forme assez contournée. De taille moyenne (3-6 mètres), c’est un arbre au tronc de faible diamètre. Son écorce est légèrement fissurée de couleur beige clair,.

### Feuilles
Les feuilles sont de couleur vert jaunâtre. Elles ont une forme arrondie, sont épaisses et vernissées,.

### Fleurs
Les fleurs de cet arbuste sont blanches et peu odorantes. Elles mesurent 3 cm de diamètre et ont les pétales soudés. Les étamines et le pistil sont peu voyants,.
De novembre à février, cette espèce se couvre de fleurs blanches. La floraison est particulièrement abondante à l’occasion des pluies succédant à une longue sècheresse,.

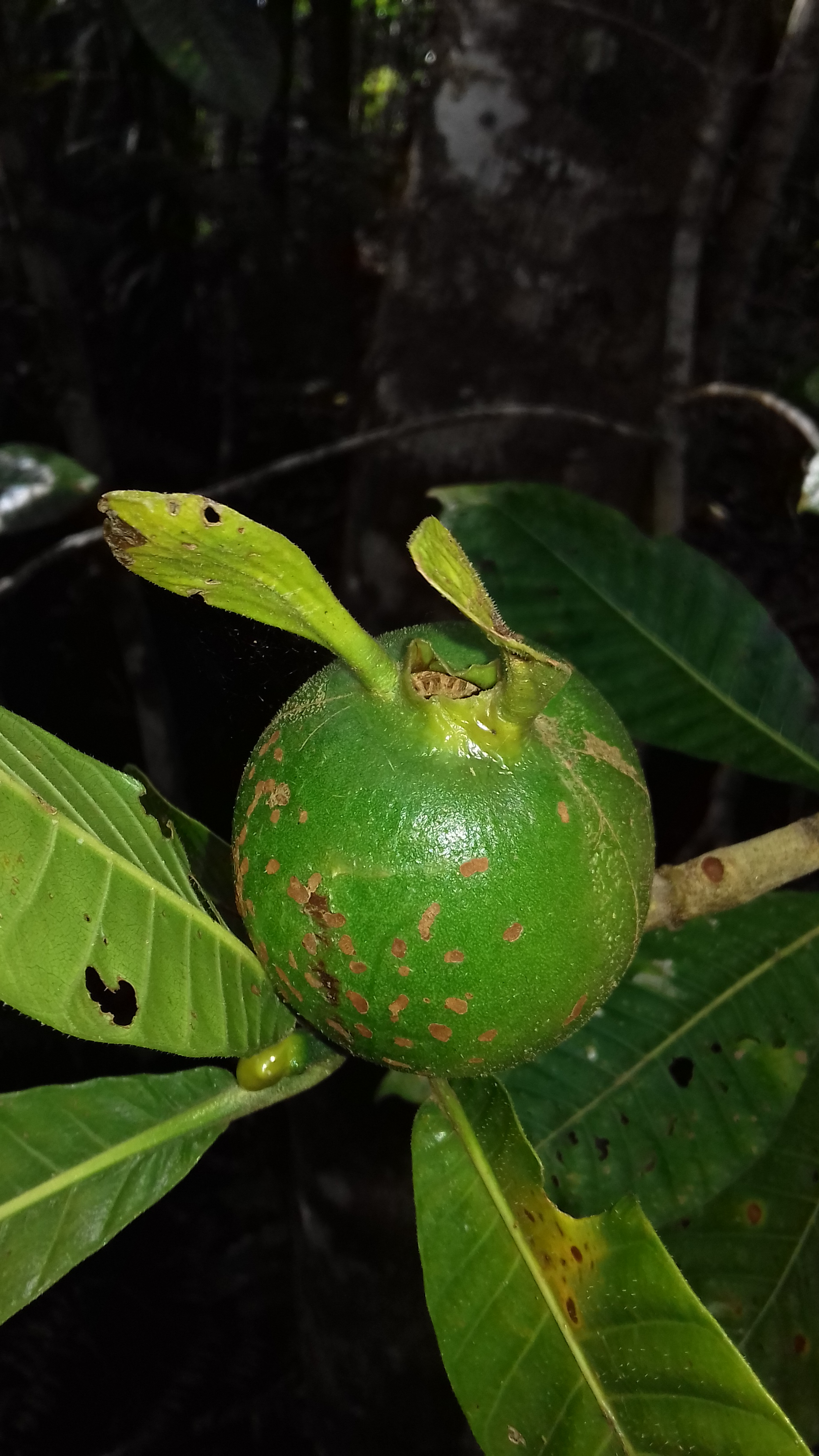
Fruit

### Fruits
L'espèce produit des baies vert clair de 3 cm de diamètre présentant des "lames vertes" (restes de calice),. Ils sont consommés par de nombreux oiseaux qui dispersent les graines[réf. souhaitée].

## Usages

### Reboisement
C’est un arbuste commun des forêts sèches calédoniennes. Cette plante est une espèce pionnière qui pousse dans les zones perturbées où les forêts sèches se reconstituent. Elle est utilisée sur les chantiers de reboisement.

### Ornement
Sa croissance est lente, ce qui n’empêcherait pas cet arbre d’être cultivé pour ses qualités ornementales.

### Friandise ludique
Comme toutes les espèces du genre Gardenia, la plante sécrète une cire jaune translucide qui protège les bourgeons. Cette cire est utilisée par les enfants, qui la mâchent comme du chewing-gum.